# Argonfluorohydrid
Argonfluorohydrid ist die einzige bekannte und experimentell nachgewiesene chemische Verbindung des Edelgases Argon. Sie ist sehr instabil und zersetzt sich bei Temperaturen über 27 K (−246,15 °C) in Fluorwasserstoff und elementares Argon.

## Geschichte
Argonfluorohydrid wurde erstmals 2000 von einer Arbeitsgruppe um den finnischen Chemiker Markku Räsänen an der Universität Helsinki entdeckt.

## Gewinnung und Darstellung
Um Argonfluorohydrid zu synthetisieren, wurde zunächst Fluorwasserstoff in einer Argonmatrix auf einer Caesiumiodidoberfläche bei 7,5 K eingefroren. Diese wurde mit einer Krypton-Gasentladungslampe bei Wellenlängen von 127 bis 160 nm bestrahlt. Dabei dissoziierte ein Teil des Fluorwasserstoffs und bildete Argonfluorohydrid.

## Eigenschaften
Argonfluorohydrid ist sehr instabil. Beim Erwärmen zersetzt es sich schon bei Temperaturen ab 27 K sowie unter UV-Strahlung bei Wellenlängen von 350 bis 400 nm.
Nach theoretischen Berechnungen besitzt das Argonfluorohydrid-Molekül Bindungslängen von 133 pm für die H–Ar- und 197 pm für die Ar–F-Bindung, sowie ein Dipolmoment von 6,51 D.

## Nachweis
Die Verbindung konnte über charakteristische, vor der Reaktion nicht vorhandene Banden im IR-Spektrum bei 435,7, 687 und 1969,5 cm−1 nachgewiesen werden.